# Olga Akopjan
Olga Sergejevna Akopjan (ryska: Ольга Сергеевна Акопян), ursprungligen Levina (ryska: Левина), född 4 mars 1985 i Volvograd, är en rysk tidigare handbollsspelare (vänsternia).

## Karriär

### Klubblagsspel
Akopjan spelade 2002 till 2015 för GK Dynamo Volgograd. Med Dynamo Volgograd vann hon 2009, 2010, 2011, 2012 och 2014 det ryska mästerskapet liksom 2008 års EHF-cupen. Efter OS 2012 gifte hon sig med Eduard Akopjan och 2013 födde hon dottern Arina. Hon återvänder till träning i november 2013. Sommaren 2015 bytte hon klubb till GK Lada där den ryske förbundskapten Jevgenij Trefilov var tränare. Hon fick sedan spela även i OS 2016.

### Landslagsspel
Olga Akopjan var rysk landslagsspelare under en tioårsperiod. Med Ryssland vann hon VM 2007 i Frankrike liksom 2009 i Kina. Vid EM vann hon silver 2006 och brons 2008. Sommaren 2012 spelade hon i OS i London. Vid OS 2016 i Rio de Janeiro vann hon guldet. Hon avslutade sin karriär efter det.
Akopjan är sedan sommaren 2019 assisterande tränare i CSKA Moskva.